# Polar (revue)
Pour les articles homonymes, voir Polar.
Polar est une revue consacrée au roman policier et à ses auteurs se définissant comme Le Magazine du Policier.

## Histoire
Le numéro 1 paraît en avril 1979. Le rédacteur en chef est François Guérif dont l'éditorial situe la revue dans la continuité des revues Alfred Hitchcock magazine et  Mystère magazine qui ont cessé de paraître en 1975 et 1976 et se place sous le « patronage moral » de Maurice Renault, fondateur des Éditions OPTA, d'Alfred Hitchcock magazine et du Club du livre policier. Le comité de rédaction initial est composé de Richard Bocci également directeur de la publication, Serge Clérambault, François Guérif, Michel Lebrun, Pascal Mérigeau et Roland Proval. Le but de la revue est « d'entretenir de l'actualité, présenter des nouvelles inédites et des auteurs parfois mal connus. »
Chaque numéro comporte un dossier consacré à un auteur avec une analyse de Jean-Pierre Deloux, souvent une interview, une bibliographie, le cas échéant un filmographie et généralement une nouvelle inédite. Le premier dossier est consacré à William Irish.  Le numéro 4 fait exception puisqu'il comporte 6 nouvelles et les rubriques habituelles. Dans chaque numéro, sont publiés des critiques de romans, de films et de séries télévisées. Michel Lebrun y tient une chronique Crimoscopie et à partir du numéro 24, Jean-Patrick Manchette publie ses Notes noires.
La revue connaît 4 versions.
- Du numéro 1 au numéro 21, la publication est mensuelle sauf pour le 21 indiqué bimestriel en raison de l'écart entre le numéro 20 (juillet 1981) et le 21 (octobre 1981). 2 numéros hors-série contenant que des nouvelles sont également publiés. Le titre Polar est sous-titré le magazine du policier.

- Du numéro 22 (janvier 1982) au numéro 28 (octobre 1983), après une reprise par les Nouvelles Éditions Oswald, la publication est trimestrielle. Il y a une double numérotation, le numéro 22 étant le numéro 1 de la nouvelle série.

- En 1984, pour 2 numéros, elle prend le nom de Polar magazine, le Magazine du Roman Noir et du Cinéma Policier.

- En 1990, repris par les éditions Rivages, la revue reparait sous le titre Polar revue trimestrielle. Le directeur en est François Guérif et le rédacteur en chef est Michel Lebrun. Jean-Pierre Deloux, Stéphane Bourgoin, Alain Demouzon, Éric Libiot et Jean-Patrick Manchette sont membres du comité de rédaction. La numérotation recommence au numéro 1 et 24 numéros ainsi que 4 numéros spéciaux consacrés intégralement à des auteurs sont publiés jusqu'en mai 2001.

Pour chacune des 4 tentatives de publication de la revue, la faible diffusion est la cause de l'échec.

## Les dossiers
Cette liste n'est pas exhaustive et n'y figure que les dossiers consacrés aux auteurs, aux personnages ou aux collections
- Jean Amila (Polar revue trimestrielle no 16)
- Georges-Jean Arnaud (2e série no 26)
- Robert Bloch (1re série no 3)
- James Bond (1re série no 6)
- Fredric Brown (2e série no 23)
- John Buchan (1re série no 18)
- W. R. Burnett (1re série no 15)
- James M. Cain (1re série no 21)
- Jerome Charyn (1re série no 16) et (Polar revue trimestrielle no 15)
- Robin Cook (Polar revue trimestrielle hors-série)
- Didier Daeninckx (Polar revue trimestrielle no 3)
- James Ellroy (Polar revue trimestrielle hors-série)
- José Giovanni (1ère série no 17)
- David Goodis (1re série no 10)
- Dashiell Hammett (2e série no 24)
- Joseph Hansen (Polar revue trimestrielle no 12)
- André Héléna (Polar revue trimestrielle no 23 et 24)
- Patricia Highsmith (Polar revue trimestrielle no 5)
- Tony Hillerman (Polar revue trimestrielle no 1)
- Edward D. Hoch (Polar revue trimestrielle no 20)
- Sherlock Holmes (1re série no 11)
- Dorothy B. Hughes (2e série no 27)
- William Irish (1re série no 1)
- Jonathan Latimer (1re série no 7)
- Michel Lebrun (1re série no 19) et (Polar revue trimestrielle hors-série)
- Ross Macdonald (Polar magazine no 1)
- Léo Malet (1re série no 8)
- Jean-Patrick Manchette (1re série no 12) et (Polar revue trimestrielle hors-série)
- Philip Marlowe (1re série no 13)
- Ed McBain (1re série no 9) et (Polar revue trimestrielle no 21)
- Hugues Pagan (Polar revue trimestrielle no 21)
- Bill Pronzini (1re série no 20)
- Ellery Queen (2e série no 25)
- Ruth Rendell (2e série no 28)
- Francis Ryck (Polar revue trimestrielle no 22)
- Pierre Siniac (1re série no 14)
- Peter Straub (Polar revue trimestrielle no 19)
- Jim Thompson (1re série no 2)
- June Thomson (Polar magazine no 2)
- Un mystère (Polar revue trimestrielle no 5 à 10)
- Jean Vautrin (1re série no 5)
- Marc Villard (Polar revue trimestrielle no 17)
- Gertrude Walker (Polar magazine no 2)
- Donald E. Westlake (2e série no 22)
- Janwillem van de Wetering (Polar revue trimestrielle no 10)